# Pöhsig (Grimma)
Pöhsig ist ein Dorf im Landkreis Leipzig in Sachsen. Politisch gehört der Ort seit Anfang 2011 zu Grimma. Er liegt an der S38 zwischen Mutzschen und Grimma.

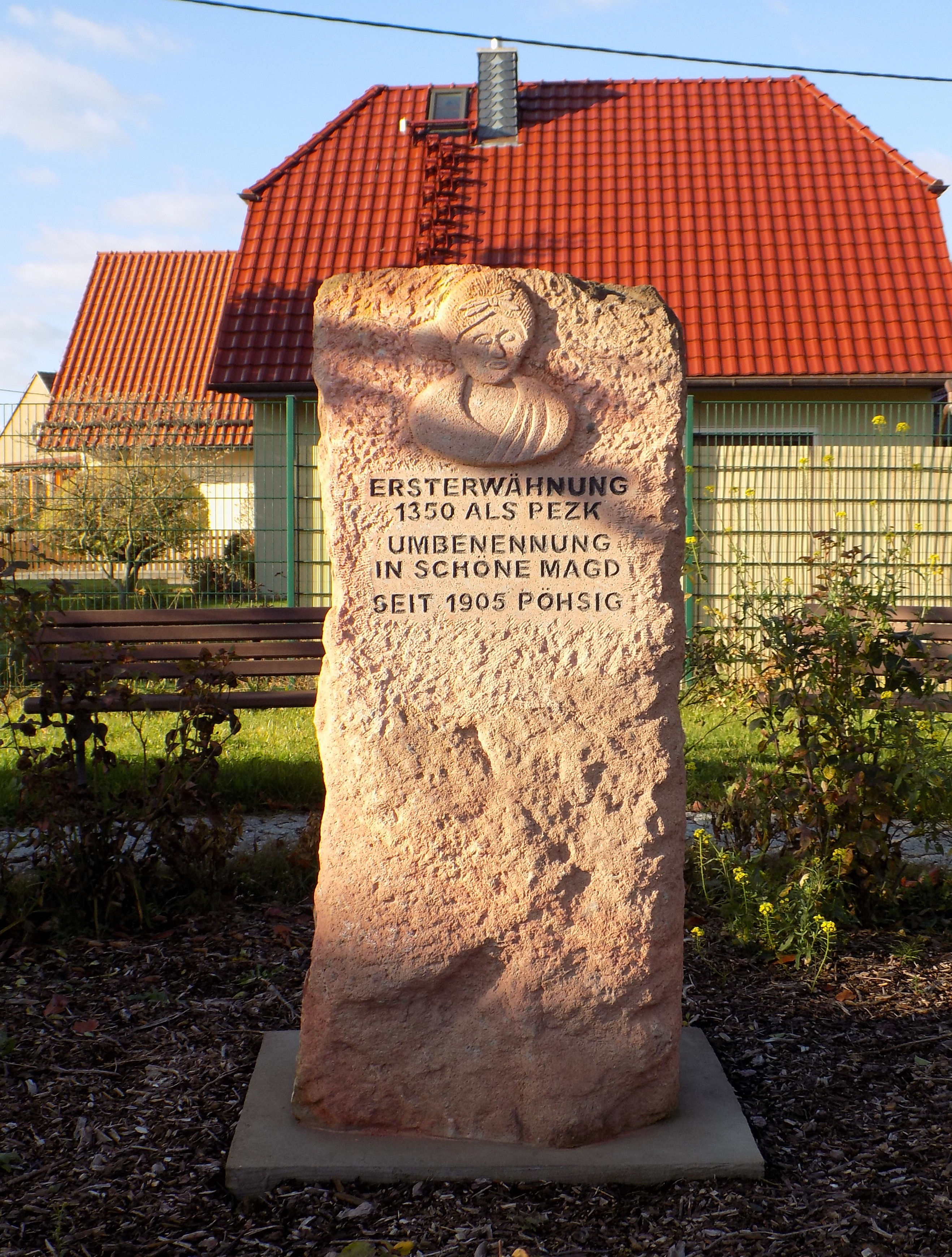
Gedenkstein auf dem Dorfplatz

## Geschichte
Urkundlich wurde Pöhsig 1350 das erste Mal als „Pezk“ genannt. Weitere Nennungen waren:
- 1421: grosse Peße
- 1421: Pesk maior
- 1521: Grossen Pessigk
- 1529: Peßk, Besick
- 1685: Groß-Pösigk
- 1791: Pöhsig; Groß-Pöhsig, auch Schöne Magd, it. Schne Ma§del genannt
- 1834: Pöhsig (Großpöhsig, Schöne Magd)
- 1875: Pöhsig (Großpöhsig)
- 1905: Pöhsig

Am 1. Juli 1950 wurde die bis dahin eigenständige Gemeinde Haubitz eingegliedert.

## Entwicklung der Einwohnerzahl
| Jahr      | Einwohnerzahl                                     |
| --------- | ------------------------------------------------- |
| 1548/51 1 | 11 besessene Mann, 16 Inwohner, 14 3⁄8 Hufen      |
| 1548/51 2 | 4 besessene Mann, 6 Inwohner, 6 3⁄4 Hufen         |
| 1764 1    | 13 besessene Mann, 13 Häusler, 9 1⁄2 Hufen        |
| 1764 2    | 1 besessene Mann, 2 Gärtner, 10 Häusler, 3⁄4 Hufe |
| 1834      | 275                                               |

| Jahr   | Einwohnerzahl |
| ------ | ------------- |
| 1871   | 357           |
| 1875 2 | 144           |
| 1890   | 340           |
| 1910   | 350           |
| 1925   | 311           |

| Jahr   | Einwohnerzahl |
| ------ | ------------- |
| 1939   | 287           |
| 1946   | 337           |
| 1950 3 | 515           |
| 1964 3 | 448           |

## Persönlichkeiten
- Anneliese Berger (* 1938), Autorin von Kinderbüchern